# 게마리
게마리(일본어: 蹴鞠 けまり[*])는 헤이안 시대에 유행한 구기 중 하나이다. 사슴 가죽으로 된 공을 일정한 높이로 계속 걷어차 횟수를 겨루는 경기이다. 축국의 유형 중 제기차기 형태의 축국이다.